# Fahren
Fahren là một đô thị thuộc huyện Plön, trong bang Schleswig-Holstein, nước Đức. Đô thị Fahren có diện tích 3,6 km², dân số thời điểm 31 tháng 12 năm 2006 là 144 người.